# Gonospira bourguignati
Gonospira bourguignati es una especie de molusco gasterópodo de la familia Streptaxidae en el orden de los Stylommatophora.

## Distribución geográfica
Es  endémica de Reunión. 